# Gladys Cherono
Pour les articles homonymes, voir Cherono.
Gladys Cherono Kiprono, née le 12 mai 1983, est une athlète kényane spécialiste des courses de fond, vice-championne du monde sur 10 000 m en 2013.

## Biographie
En 2012, lors des 18es championnats d'Afrique, à Porto-Novo au Bénin, Gladys Cherono devient la première athlète féminine à réaliser le doublé 5 000 m / 10 000 m. Elle établit à cette occasion, sur 5 000 m, un nouveau record de la compétition en 15 min 40 s 04
,.
Le 11 août 2013 à Moscou, en l'absence de Meseret Defar alignée seulement sur 5 000 m, Gladys Cherono devient vice-championne du monde du 10 000 mètres en 30 min 45 s 17 derrière Tirunesh Dibaba (30 min 43 s 35) et devant Belaynesh Oljira (30 min 46 s 98).

### Palmarès
| Date | Compétition                            | Lieu       | Résultat | Épreuve     |
| ---- | -------------------------------------- | ---------- | -------- | ----------- |
| 2012 | Championnats d'Afrique                 | Porto-Novo | 1re      | 5 000 m     |
| 2012 | Championnats d'Afrique                 | Porto-Novo | 1re      | 10 000 m    |
| 2013 | Championnats du monde                  | Moscou     | 2e       | 10 000 m    |
| 2014 | Championnats du monde de semi-marathon | Copenhague | 1re      | Individuel  |
| 2014 | Championnats du monde de semi-marathon | Copenhague | 1re      | Par équipes |
| 2018 | Marathon de Berlin                     | Berlin     | 1re      | Marathon    |

### Records
| Épreuve       | Performance     | Lieu       | Date              |
| ------------- | --------------- | ---------- | ----------------- |
| 5 000 m       | 15 min 39 s 5   | Nairobi    | 14 juin 2012      |
| 10 000 m      | 32 min 41 s 40  | Porto-Novo | 30 juin 2012      |
| Semi-marathon | 1 h 06 min 48 s | Prague     | 6 avril 2013      |
| Marathon      | 2 h 19 min 25 s | Berlin     | 27 septembre 2015 |